# Леванови
Лева́нови (рос. Левановы) — присілок у складі Орічівського району Кіровської області, Росія. Входить до складу Гарського сільського поселення.
Населення становить 4 особи (2010, 3 у 2002).
Національний склад станом на 2002 рік — росіяни 100 %.